# MacGregor Knox
MacGregor Knox (* 1945) ist ein US-amerikanischer Historiker. Er gehört zu den führenden internationalen Faschismusforschern.
Der Sohn des in Großbritannien geborenen Bernard MacGregor Walker Knox und der Schriftstellerin Bianca VanOrden wurde an der Harvard University ausgebildet und schloss 1967 mit einem BA ab. Er absolvierte sein Studium an der Yale University mit einem MA und einem Doktortitel im Jahr 1977. Zwischen Harvard und Yale diente er in der US-Armee, einschließlich einer Entsendung nach Vietnam 1969 als Zugführer bei der 173. Luftlandebrigade. Er unterrichtete an der University of Rochester. Er lehrte von 1994 bis 2010 als Stevenson-Professor für Internationale Geschichte an der London School of Economics.
Als Historiker spezialisierte sich Knox im späten 19. und 20. Jahrhundert auf die politische, militärische und diplomatische Geschichte Europas, wobei er sich auf die beiden Weltkriege und die Entstehung der Diktatur in den 1920er und 1930er Jahren konzentrierte. Sein erstes Buch, Mussolini Unleashed, gewann 1982 den George Louis Beer Prize der American Historical Association. Er spricht fließend Französisch, Italienisch und Deutsch.

## Schriften (Auswahl)
- Mussolini Unleashed, 1939–1941. Politics and Strategy in Fascist Italy’s Last War. Cambridge 1982, ISBN 0-521-23917-6.
- Hitler’s Italian Allies. Royal Armed Forces, Fascist Regime, and the War of 1940–43. Cambridge 2000, ISBN 0-521-79047-6.
- Common Destiny. Dictatorship, Foreign Policy, and War in Fascist Italy and Nazi Germany. Cambridge 2000, ISBN 0-521-58208-3.
- To the Threshold of Power, 1922/33. Origins and Dynamics of the Fascist and National Socialist Dictatorships. Cambridge 2007, ISBN 0-521-87860-8.